# Paralimnophila albofasciata
Paralimnophila albofasciata là một loài ruồi trong họ Limoniidae. Chúng phân bố ở miền Australasia.